# Hardkon

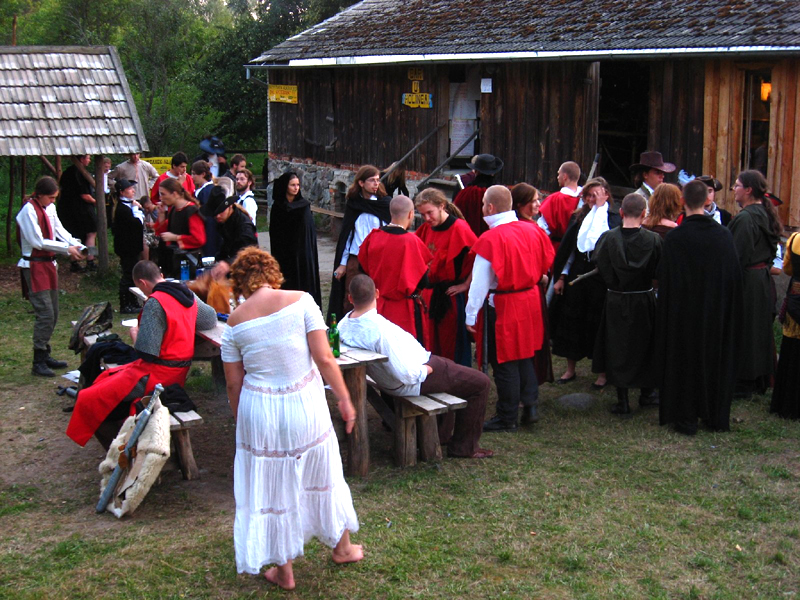
Hardkon 888 - scena z gry „To nie miejsce dla szlachetnych ludzi”.

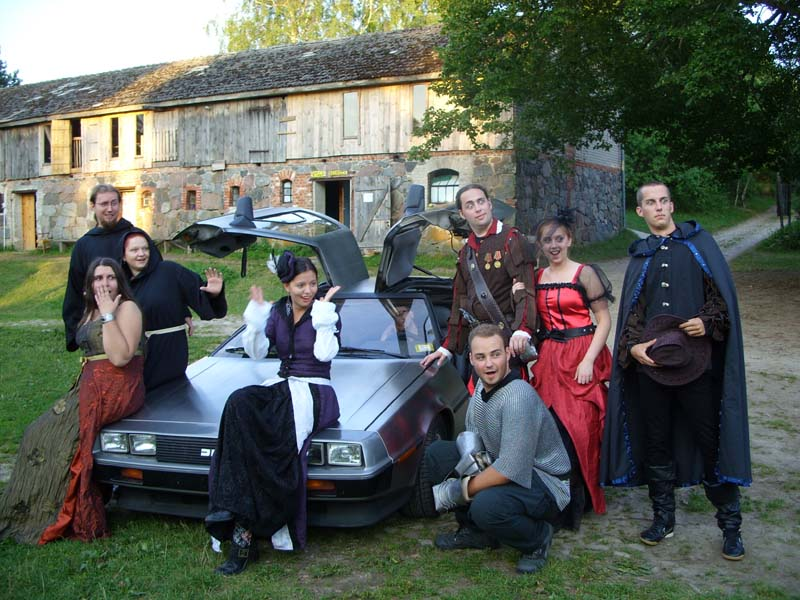
Hardkon X - na potrzeby gry „Powrót do przyszłości” sprowadzono na konwent oryginalny samochód DeLorean, znany z serii filmów o tym samym tytule.

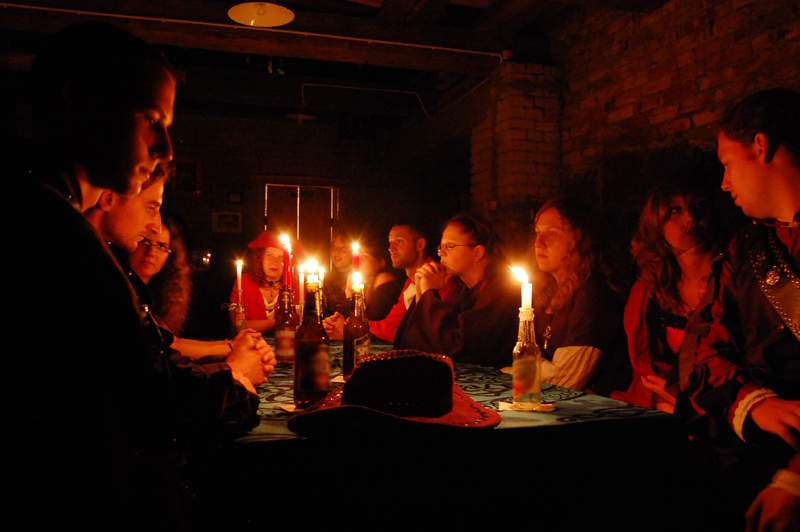
Hardkon X - jedna z nastrojowych scen nocnych gry „Zło, to dla zuchwałych”.

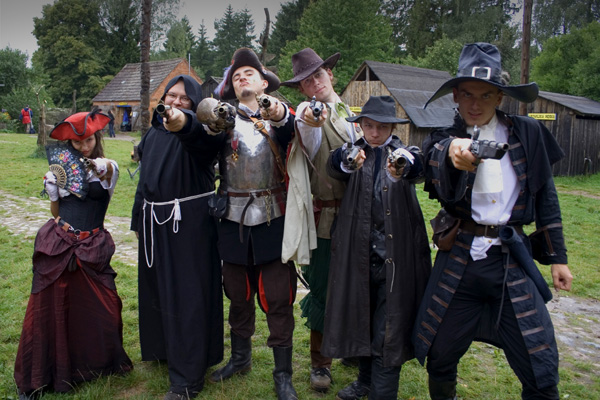
Hardkon 888 - uczestnicy imprezy w strojach inspirowanych XVII wiekiem.

Hardkon – ogólnopolski konwent fantastyki, odbywający się corocznie na Pomorzu w latach 2007–2014 (z wyjątkiem roku 2009). Celem konwentu było propagowanie fantastyki oraz terenowych gier fabularnych.
Hardkon to konwent, który na stałe wpisał się w kalendarium imprez związanych z fantastyką. Pośród kilkudziesięciu odbywających się regularnie wyróżniały go dwie cechy charakterystyczne:
- poświęcony był głównie terenowym grom fabularnym;
- w odróżnieniu od większości konwentów, które odbywają się w weekendy, Hardkon trwał 9 dni;

Hardkon to konwent, na którym promowana była różnorodność. Rozgrywane na nim terenowe gry fabularne prezentowały szerokie spektrum: od gier zbliżonych do teatru improwizowanego, LARPów, przez pochodzące ze Skandynawii Jeepformy, po gry taktyczne wykorzystujące ASG czy laserowy system symulacji pola walki ZOLTAR. Różne były też światy gry: od tzw. twardych odmian fantastyki naukowej, przez światy alternatywne, fantasy po wszelkiego rodzaju systemy autorskie. Stałym elementem konwentu były również turnieje gier planszowych, warsztaty (wokalne, aktorskie, fechtunku) i koncerty.

## Historia
Organizatorzy pierwszej edycji Hardkonu wywodzili się z dwóch środowisk. Część z nich była odpowiedzialna za organizację pierwszych trzech edycji Puckonu – słynącego z rozbudowanych terenowych gier fabularnych odbywającego się na Pomorzu od 2004 roku. Druga część grupy współpracowała przy organizacji Flambergu – 10 dniowego konwentu fantastyki odbywającego się od 1997 w Mirowie w województwie śląskim (do edycji 2002 znanego pod nazwą Gladion). Po sukcesie konwentu Puckon 2006 (w ankiecie Informatora Konwentowego znalazł się na 5. miejscu w kategorii „Najlepszy Konwent 2006 roku”) oczywistym kierunkiem rozwoju była organizacja na Pomorzu imprezy trwającej dłużej niż 3 dni, z większym rozmachem, podobnej do odbywających się na terenie Jury Krakowsko – Częstochowskiej od początku lat dziewięćdziesiątych konwentów Orkon oraz Gladion / Flamberg. W październiku 2006 roku odbyło się pierwsze spotkanie organizacyjne, a 7 lipca 2007 roku rozpoczęła się pierwsza edycja nowego konwentu – Hardkonu.

## Edycje
Od 2007 roku, z jednym wyjątkiem, Hardkon odbywał się corocznie:
- Hardkon 777 „Ograniczenia są iluzją”. Konwent odbył się w dniach 07 – 15.07.2007 w Sławutowie koło Pucka. Trzydniowa gra główna „Cienie Wiecznego Klejnotu” osadzona była w napisanym na potrzeby konwentu Flamberg świecie Raashtram. Oprócz niej w programie imprezy znalazło się jeszcze 10 innych gier.
- Hardkon 888 „Time 2 Play”. Konwent odbył się w dniach 08 – 17.08.2008 w Gliśnie Wielkim koło Bytowa. Na konwencie odbył się finał pierwszego w Polsce konkursu dla twórców terenowych gier fabularnych pod nazwą „Złota Brama”. Laureatem konkursu została trójmiejska grupa SLiM i ich gra „Projekt Pielgrzym”; drugie miejsce przypadło twórcom z wrocławskiego stowarzyszenia Wielosfer i ich grze „Cztery Pokoje”, zaś na trzecim miejscu znaleźli się autorzy „Smoczych jaj” z lubelskiego klubu fantastyki Grimuar. Gra główna „To nie miejsce dla szlachetnych ludzi” opierała się na świecie polskiego systemu RPG – Monastyr. Oprócz wyżej wymienionych gier na Hardkonie 888 rozegrano jeszcze 8 innych LARPów.
- Hardkon X „Back 2 the Future”. Konwent odbył się w dniach 31.07 – 08.08.2010, ponownie w Gliśnie Wielkim i znów gra główna „Zło, to dla zuchwałych” pozwoliła graczom przenieść się do Dominium – świata systemu Monastyr. Uczestnicy mogli także wziąć udział w 16 innych grach[2].
- Hardkon 11 „Gdzie przykazań brak dziesięciu”. Konwent odbył się w dniach 30.07 – 07.08.2011 w Gliśnie Wielkim. W trakcie tej edycji zrezygnowano z organizacji gry głównej, pojawiło się zamiast niej więcej nowych gier określanych jako JeepForm. W sumie rozegrano 12 gier oraz 5 turniejów gier karcianych i planszowych[3].
- Hardkon 12 „2012@world.end”. Konwent odbył się 29.06 - 07.07.2012, w Gliśnie Wielkim. Trzydniowa gra główna została rozegrana w świecie znanym z sagi o wiedźminie, pióra Andrzeja Sapkowskiego, oraz gier „Wiedźmin” i „Wiedźmin II - zabójcy królów” firmy CD Projekt. Nowym blokiem programowym była Letnia Szkoła Larpowania, czyli cykl wykładów, prelekcji, warsztatów i paneli dyskusyjnych poświęconych terenowym grom fabularnym. Oprócz zaplanowanych kilkunastu larpów i terenówek, program jubileuszowej, piątej edycji został wzbogacony o oficjalny turniej kolekcjonerskiej gry karcianej Magic the Gathering, Mistrzostwa Polski Gry Hive, oraz turnieje innych gier karcianych i planszowych.
- Hardkon 13 „Koszmarne Gąszczu Kołysanki”. Konwent odbył się 28.06 - 07.07.2013, tradycyjnie w Gliśnie Wielkim na terenie „Przystanku Alaska”. Gra główna trwała przez dwie noce i była inspirowana światem Odmieńca. Gracze brali aktywny udział w kilkumiesięcznym procesie tworzenia gry razem z autorami - przedstawicielami klubu Grimuar z Lublina. Poza grą główną odbyło się kilkanaście larpów i jeepformów.
- Hardkon Z - ostatnia edycja konwentu, która odbyła się 27.06 - 06.07.2014 na terenie „Przystanku Alaska”. Ostatnia gra główna Hardkonu nosiła tytuł „Bóg, który się pomylił”.

## Organizatorzy
Od 2008 roku organizatorem konwentu Hardkon było Stowarzyszenie Twórców Gier FUNREAL.